# Kolonia Czwarta
Kolonia Czwarta [kɔˈlɔɲa ˈt͡ʂfarta] là một khu định cư ở khu hành chính của Gmina Krzęcin, thuộc hạt Choszczno, West Pomeranian Voivodeship, ở phía tây bắc Ba Lan. Nó nằm khoảng 5 kilômét (3 mi) phía đông nam Krzęcin, 15 km (9 mi) phía đông nam Choszczno, và 74 km (46 mi) về phía đông nam của thủ đô khu vực Szczecin.
Trước năm 1945, khu vực này là một phần của Đức. Đối với lịch sử của khu vực, xem Lịch sử của Pomerania.